# Dix-Huit Montagnes
Pour les articles homonymes, voir Huit.

Localisation de la province

Le Tonkpi est l'une des 31 régions administratives de Côte d'Ivoire, en Afrique de l'ouest. Elle a une superficie de 16 600 km2 et une population estimée en 2010 à 1 334 387 habitants (densité : 80,4 hab./km2). Son chef-lieu est la ville de Man. 
Cette région est située à l'ouest du pays, dans le District des Montagnes et elle jouxte la Guinée et le Liberia. On y trouve deux écorégions, la forêt de montagne guinéenne sur les hauteurs et la savane ouest soudanienne en plaine.
Cette région est peuplée en majorité par le peuple Dan.

## Démographie
| 1988    | 1998    | 2010      |
| ------- | ------- | --------- |
| 695 778 | 936 510 | 1 334 387 |

## Départements et sous-préfectures
- Man
  - Logoualé
  - Podiagouiné
  - Yapleu
  - Facobly
- Kouibly
  - Totrodrou
  - Sémien
- Danané
  - Daleu
  - Kouan-Houlé
  - Mahapleu
- Bangolo
  - Zéo
  - Diéouzon
  - Zou
- Biankouma
  - Santa
  - KPATA
  - Gbonné
  - Gouinné
  - Gbangbegouinné
- Zouan-Hounien
  - Banneu
  - Teapleu